# Nicrophorus dauricus
Nicrophorus dauricus là một loài bọ cánh cứng trong họ Silphidae được miêu tả bởi Motschulsky in 1860.